# Amtshaus (Meienberg)
Pour les articles homonymes, voir Amthaus.
L'Amtshaus de Meienberg est un bâtiment situé sur le territoire de la commune argovienne de Sins, en Suisse.

## Histoire
Datant de la première moitié du XIIIe siècle, la ferme subsistant de nos jours faisait alors partie d'un complexe de bâtiments construits autour d'une tour de logements, détruite comme la plus grande partie du village lors de l'incendie allumé par les Confédérés le 29 janvier 1386 pendant la bataille de Sempach. Il ne sera reconstruit qu'en 1575, puis agrandi en 1765.
Le bâtiment reste, jusqu'en 1798, le siège administratif et judiciaire du bailliage de Meienberg. Converti ensuite en ferme, il est depuis inscrit comme bien culturel d'importance nationale.